# Buliisa (district)
Pour la ville, voir Buliisa.
Le district de Buliisa est un district de l'ouest de l'Ouganda. Il borde le lac Albert. Sa capitale est Buliisa, tout au nord du district.

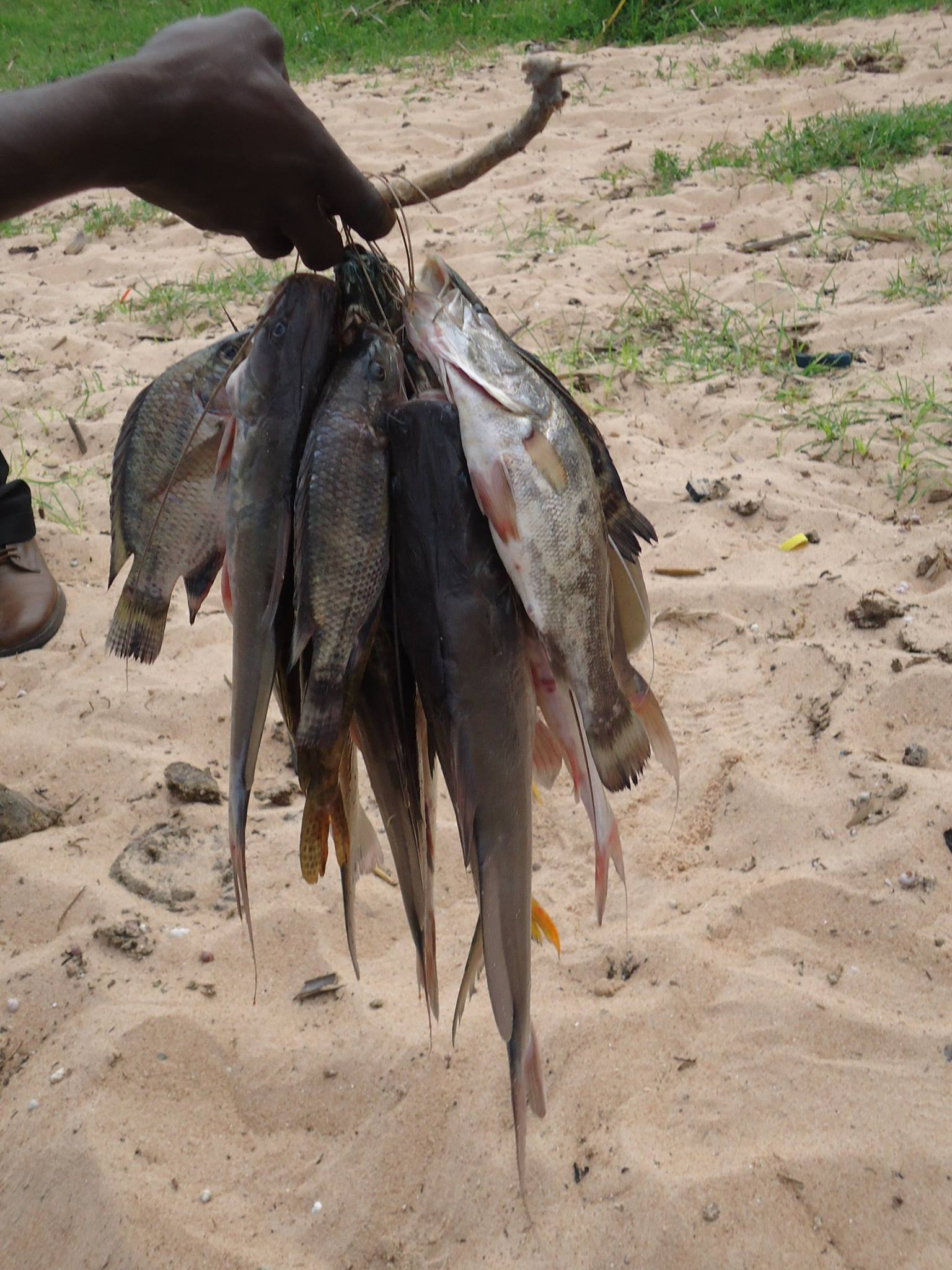
Des poissons pêchés dans le Lac Albert (2016).

## Histoire
Ce district a été créé en 2006 par séparation de celui de Masindi.